# Shojae Khalilzadeh
Shojae Khalilzadeh (en persa: شجاع خلیل‌زاده‎; Bahnemir, Mazandarán, 14 de mayo de 1989) es un futbolista iraní. Juega de defensa y su equipo es el Tractor S. C. de la Iran Pro League. Es internacional absoluto por la selección de Irán desde 2009.

## Trayectoria
Khalilzadeh comenzó su carrera profesional en el Mes Kerman, luego de jugar dos años por el Mes Rafsanjan de la Liga Azadega. Fue transferido al Sepahan en 2013 donde jugó durante cuatro años, incluido un préstamo al Tractor Sazi FC.
En mayo de 2017 fichó por el Persepolis, club donde ganó tres títulos de la Iran Pro League y el subcampeonato de la Liga de Campeones de la AFC 2018.
En octubre de 2020 firmó contrato con el Al-Rayyan catarí.

## Selección nacional
Fue internacional en categorías inferiores por Irán.
Debutó con la selección de Irán el 5 de julio de 2009 ante Botsuana en un encuentro amistoso. Formó parte del equipo que disputó el Campeonato de la WAFF 2012 y la Copa Asiática 2019.
Fue citado para disputar la Copa Mundial de Fútbol de 2022.

### Participaciones en copas continentales
| Copa                       | Sede   | Resultado      |
| -------------------------- | ------ | -------------- |
| Campeonato de la WAFF 2012 | Kuwait | Fase de grupos |
| Copa Asiática 2019         | EAU    | Semifinales    |
| Copa Asiática 2023         | Catar  | Semifinales    |

### Participaciones en Copas del Mundo
| Copa                           | Sede  | Resultado      |
| ------------------------------ | ----- | -------------- |
| Copa Mundial de Fútbol de 2022 | Catar | Fase de grupos |

## Clubes
| Club                    | País  | Año           |
| ----------------------- | ----- | ------------- |
| Mes Rafsanjan F. C.     | Irán  | 2008-2010     |
| Mes Kerman F. C.        | Irán  | 2010-2013     |
| Sepahan S. C.           | Irán  | 2013-2017     |
| Tractor Sazi (préstamo) | Irán  | 2015-2016     |
| Persepolis F. C.        | Irán  | 2017-2020     |
| Al-Rayyan S. C.         | Catar | 2020-2022     |
| Al Ahli S. C.           | Catar | 2022-2023     |
| Tractor S. C.           | Irán  | 2023-presente |

## Palmarés

### Títulos nacionales
| Título            | Club             | País | Año     |
| ----------------- | ---------------- | ---- | ------- |
| Iran Pro League   | Sepahan S. C.    | Irán | 2014-15 |
| Supercopa de Irán | Persepolis F. C. | Irán | 2017    |
| Iran Pro League   | Persepolis F. C. | Irán | 2017-18 |
| Supercopa de Irán | Persepolis F. C. | Irán | 2018    |
| Iran Pro League   | Persepolis F. C. | Irán | 2018-19 |
| Copa Hazfi        | Persepolis F. C. | Irán | 2018-19 |
| Supercopa de Irán | Persepolis F. C. | Irán | 2019    |
| Iran Pro League   | Persepolis F. C. | Irán | 2019-20 |

## Vida personal
Khalilzadeh nació en una pequeña villa de Gālesh Kolā en el distrito de Bahnemir, Condado de Babolsar, de una familia de agricultores y piscicultores del Mar Caspio.